# Championnats du monde de tir 1937
Navigation
Édition précédente Édition suivante
Les championnats du monde de tir 1937, trente-et-unième édition des championnats du monde de tir, ont eu lieu à Helsinki, en Finlande, en 1937.